# Protocolos MAC

## Sugerencia de fusión
Quizás se debería fusionar Protocolos MAC dentro de este, con base en el pequeño tamaño de aquel y la ausencia de artículos separados del mismo tema en cualquier otra wiki, estando incluido siempre en los del grupo al que pertenece este.
En redes informáticas y de telecomunicaciones, los protocolos MAC (del inglés Medium Access Control, o control de acceso al medio) son un conjunto de algoritmos y métodos de comprobación encargados de regular el uso del medio físico por los distintos dispositivos que lo comparten.
Los protocolos MAC se encargan en líneas generales de repartir el uso del medio. Por tanto, deben garantizar que el medio esté libre si alguno de los dispositivos que lo comparte ha de transmitir alguna información, e igualmente deben evitar las colisiones debidas a la transmisión simultánea, permitiendo al mismo tiempo el uso eficaz de la capacidad de transmisión disponible.
Existen varios tipos de Protocolos MAC: con reserva y sin ella.

## Esquemas con reserva
- Se reservaan ranuras temporales ("slots") de forma periódica.
- Garantizan la disponibilidad del canal si se ha hecho la reserva.
- No garantizan la fiabilidad del canal durante el tiempo asignado.

## Esquemas sin reserva
- Asigna prioridades a cada paquete que se ha de enviar.
- Se puede combinar con un parámetro de "tiempo de vida" en cada paquete para descartar paquetes antiguos.
- No garantizan que un paquete importante se envíe cuando se requiere.

- Datos: Q6088644